# Dyenmonus
Dyenmonus – rodzaj chrząszczy z rodziny kózkowatych i podrodziny zgrzypikowych.

## Zasięg występowania
Przedstawiciele tego rodzaju występują w Afryce Subsaharyjskiej od Sierra Leone i Kenii na północy po RPA na południu.

## Systematyka
Do Dyenmonus należy 13 gatunków i 9 podrodzajów:
- Podrodzaj: Angoladyenmonus Breuning, 1956
  - Dyenmonus angolanus
- Podrodzaj: Confusodyenmonus Breuning, 1956
  - Dyenmonus confusus
  - Dyenmonus nigriceps
- Podrodzaj: Cylindrodyenmonus Breuning, 1950
  - Dyenmonus cristipennis
  - Dyenmonus cylindricus
  - Dyenmonus cylindroides
- Podrodzaj: Dyenmonus Thomson, 1868
  - Dyenmonus nuptus
- Podrodzaj: Ebogodyenmonus Teocchi, Sudre & Jiroux 2015
  - Dyenmonus rousseti
- Podrodzaj: Maculodyenmonus Breuning, 1956
  - Dyenmonus bimaculicollis
- Podrodzaj: Vittatodyenmonus Breuning, 1950
  - Dyenmonus fissilis
- Podrodzaj: Trichodyenmonus Teocchi & Mourglia, 1987
  - Dyenmonus rossii
- Podrodzaj: Vittatodyenmonus Breuning, 1950
  - Dyenmonus nigrifrons
  - Dyenmonus trivittatus